# Sint-Martinus en Sint-Severuskerk
De Sint-Martinus en Sint-Severuskerk (Duits: St. Martin und St. Severus) is een voormalige stiftskerk in de in Rijnland-Palts gelegen stad Münstermaifeld (Landkreis Mayen-Koblenz). De uit de 12e en 13e eeuw daterende kerk heeft als bijnaam Maifeldmünster.

## Geschiedenis
De bouw van een Martinuskerk begon in de tijd van aartsbisschop Magnericus (573-596) op het fundament van een romeinse wachttoren. De nieuwe kerk werd een centrum voor de kerstening van de omgeving en werd in het jaar 640 door aartsbisschop Modoaldus gewijd. Kort na 700 werd de Martinuskerk een "monasterium" (munster), dat wil zeggen een kloosterkerk. Als stiftskerk wordt de kerk voor het eerst in het jaar 905 genoemd.
In het jaar 952 bracht de Trierer bisschop Ruotbert vanuit Italië de relieken mee van de heilige Severus naar Trier. Vermoedelijk werden deze relieken in het jaar 956 naar de kloosterkerk van Münstermaifeld overgebracht. Hierna werd Münstermaifeld een bedevaartsoord. Later kwam eveneens een deel van de relieken aan in Boppard.
Het onderste deel van het westwerk van de huidige kerk, een 34 meter hoge dubbeltoren, betreft een restant van de in 1103 door aartsbisschop Bruno van Bretten gewijde romaanse voorganger. De gotische bovenbouw met de kantelen en erkers werd in de 14e eeuw gebouwd. De verhoging met een vierde verdieping was nodig om een plaats te bieden aan het nieuwe klokkenstoel.
De basiliek werd in de jaren 1225-1322 door de huidige gotische kerk vervangen. Maar eerst werd begonnen met de bouw van het koor met zijapsissen in nog laatromaanse vormen. Het transept en de kerkschip werden in de laatgotische stijl uitgevoerd. De wijding van de kerk volgde in 1322 door aartsbisschop Boudewijn.
Het stift kwam in de late middeleeuwen in handen van de Augustijner koorheren. In 1802 werd het stift in het kader van de secularisatie opgeheven.
Tijdens omvangrijke restauratiewerkzaamheden in de jaren 1924-1933 werden waardevolle muurschilderingen uit de 13e tot 15e eeuw blootgelegd.

## Interieur
- Een meesterwerk van middeleeuwse houtsnijkunst is het laatgotische retabel, dat als hoofdaltaar het koor beheerst. Het in Antwerpen in de 16e eeuw vervaardigde kunstwerk stond tot de verplaatsing in 1932 in het noordelijke zijkoor.
- In het noordelijke zijschip bevindt zich een voorstelling van de Graflegging van Christus. Het 14e-eeuwse werk betreft zeven levensgrote beelden en een Christusbeeld van tufsteen. Het beeldhouwwerk is wat stijl betreft verwant aan de heilige graven in de Liebfrauenkirche in Andernach en in Sinzig. Boven het Heilige Graf bevindt zich onder een hoog baldakijn een voorstelling van Christus als Man van Smarten tussen vier engelen met lijdenswerktuigen.
- Een muurschildering van acht meter hoog van de heilige Christoffel met Kind op de linkerarm dateert uit de 13e eeuw en bevindt zich op een wand in het noordelijke dwarsschip.
- Bijzonder zijn ook de oude wandbeschilderingen die bij de voorlaatste restauratie van de kerk werden vrijgelegd.
- In de kerk bevinden zich een aantal graven van het adellijk geslacht Eltz. Bijzonder is het epitaaf van het echtpaar Cuno von Eltz und Ella von Esch, het graf van Nikolaus von Eltz en zijn vrouw Maria von Hoort en het monument voor hun zoon Johann Wilhelm Antonius Bertramus.

## Afmetingen
- Totale lengte: 51 meter
- Breedte transept: 29 meter
- Breedte kerkschip: 22-24 meter
- Hoogte koor: 20 meter
- Hoogte westwerk: 40 meter
- Diameter ronde torens: 4 meter

## Klokken
In de Eerste Wereldoorlog moesten twee in Neuwied gegoten klokken van 750 kg en 350 kg worden afgestaan. De vervangende klokken werden in de Tweede Wereldoorlog uit de toren gehaald. In 1955 werden de geroofde klokken opnieuw vervangen. Onder een dakruiter hangt nog een klein klokje uit 1485 dat in Andernach werd gegoten. Het klokje wordt gebruikt tijdens de consecratie.
| Nr. | Naam              | Gietjaar | Gieter                            | Gewicht (kg) | Inschrift | Toon |
| --- | ----------------- | -------- | --------------------------------- | ------------ | --- | ---- |
| 1   | Sint-Martinusklok | 1397     | Jan von Trier                     | 1750         | Tu rex gloriae, Christe, veni cum pace                                                                                       | ES   |
| 2   | Avondklok         | 1446     | Gegoten in Hachenburg             | 500          | Ave Maria gratia plena | AS   |
| 3   | Mariaklok         | 1466     | Gegoten in Hachenburg             | 1250         | Maria heißen ich, all bös Wetter vertreiben ich                                                                              | F    |
| 4   | Michaëlklok       | 1955     | Klokkengieterij Mabilon, Saarburg | 800          | Zu eurem Schutz erfüllten wir in hartem Kampfe uns´re Pflicht. Vergeßt und nicht, so bitten wir, vergeßt uns im Gebete nicht | Ges  |
| 5   | Petrusklok        | 1955     | Klokkengieterij Mabilon, Saarburg | 375          | St. Petrus, dir geloben wir, in treuer Liebe für und für: Das alte Münster ändert nicht, sei treu katholisch Angesicht       | B    |

## Afbeeldingen

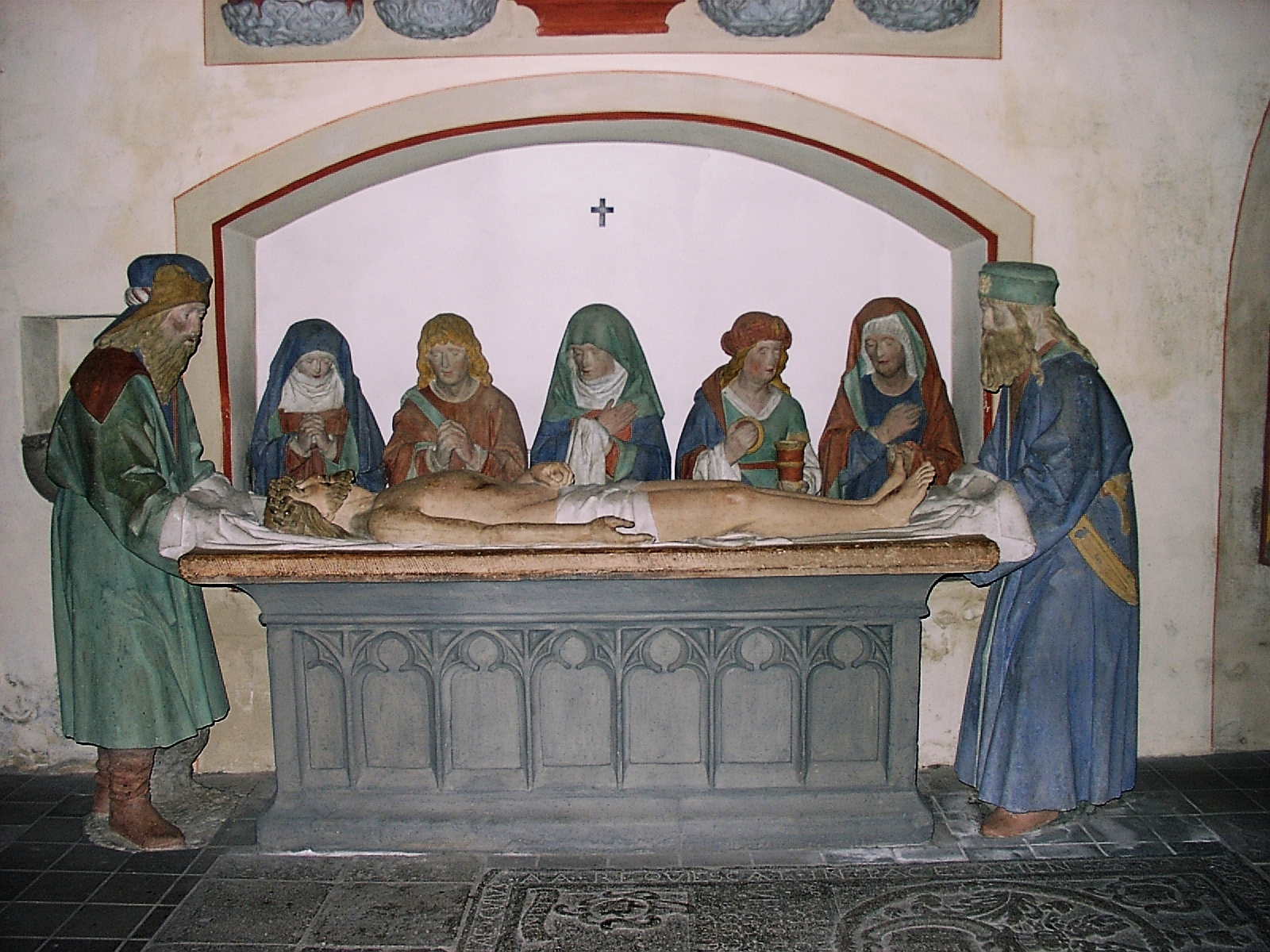
Heilig Graf
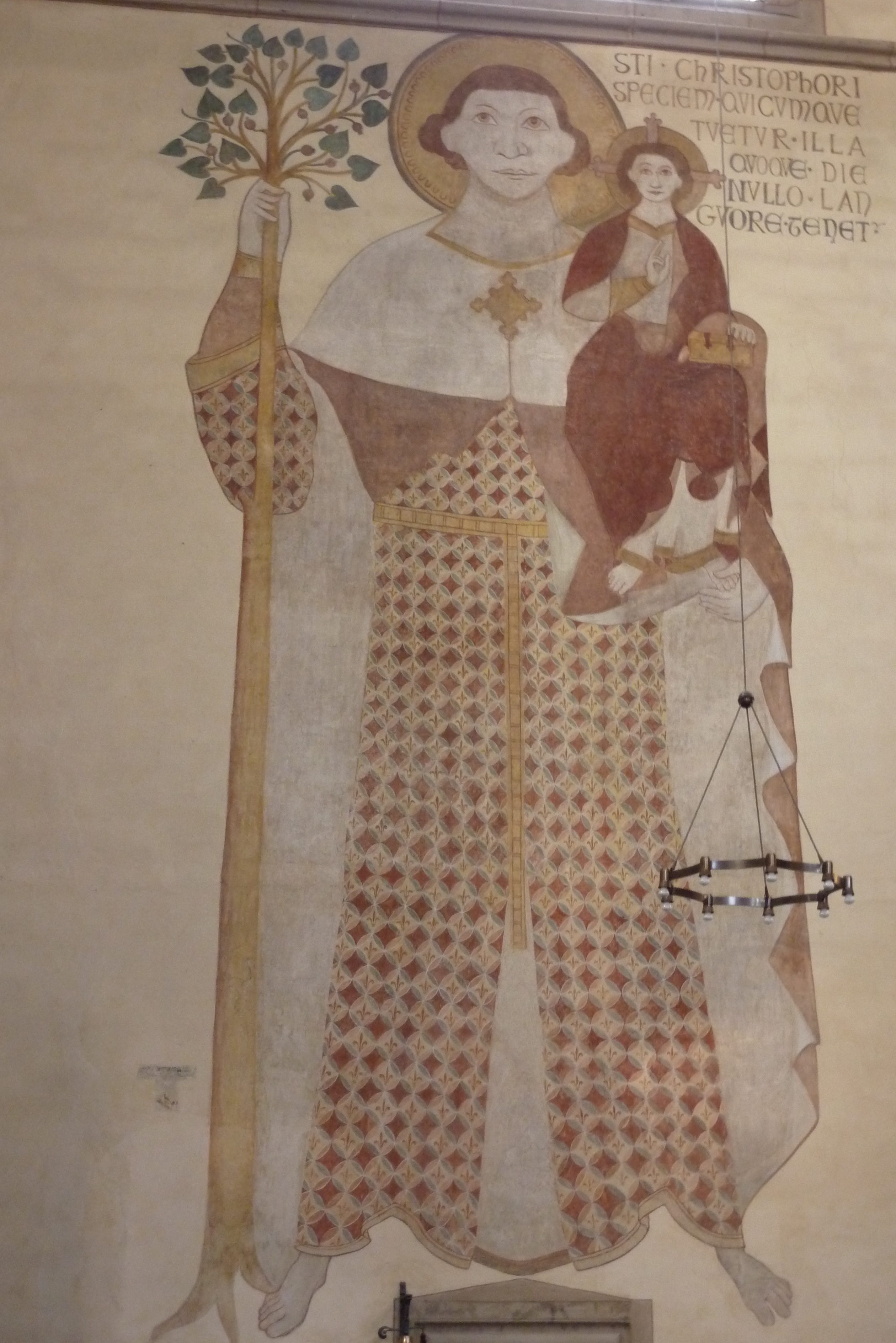
Muurschildering Hl. Christoffel en Kind
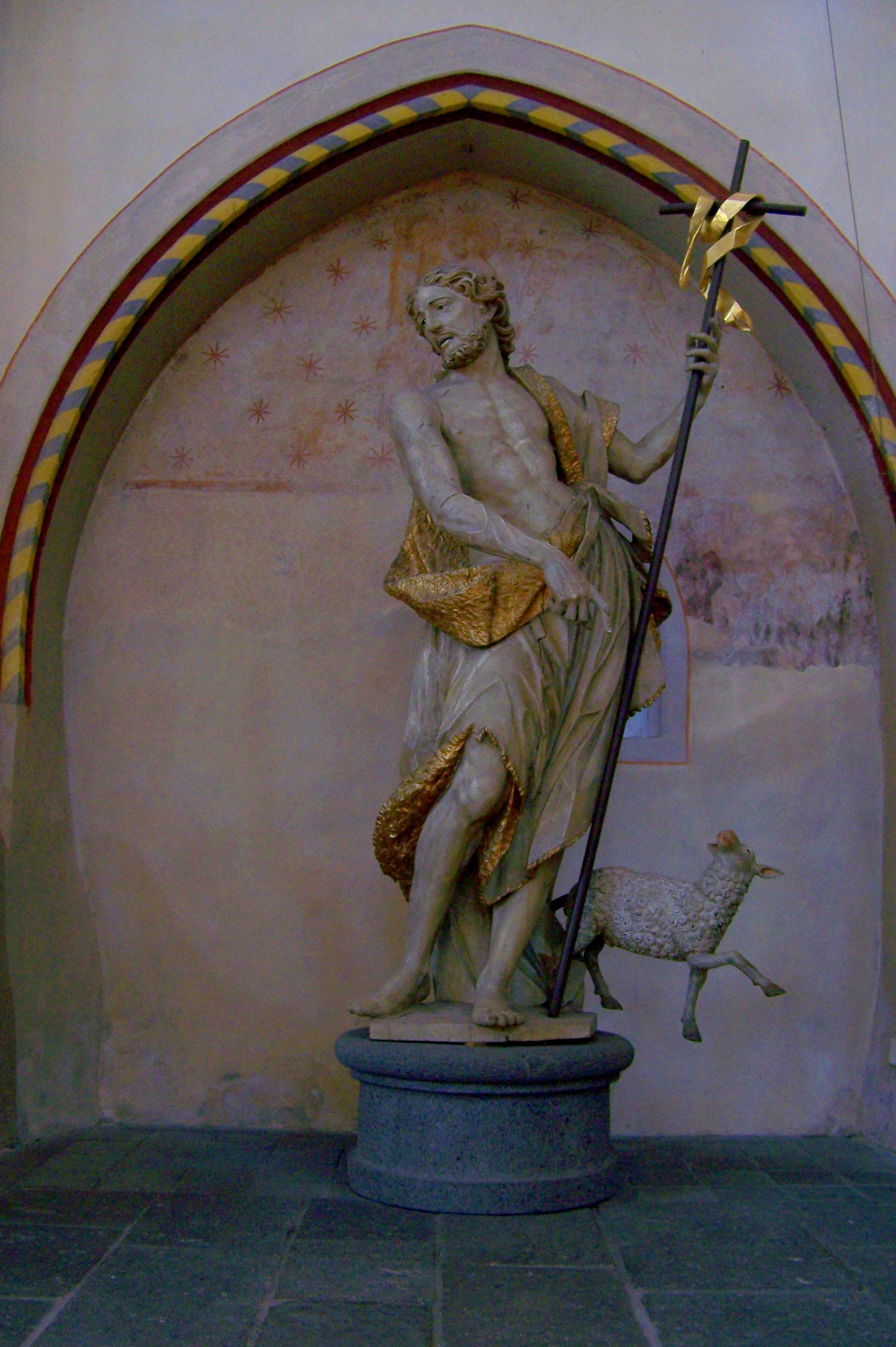
Beeld Sint-Jan
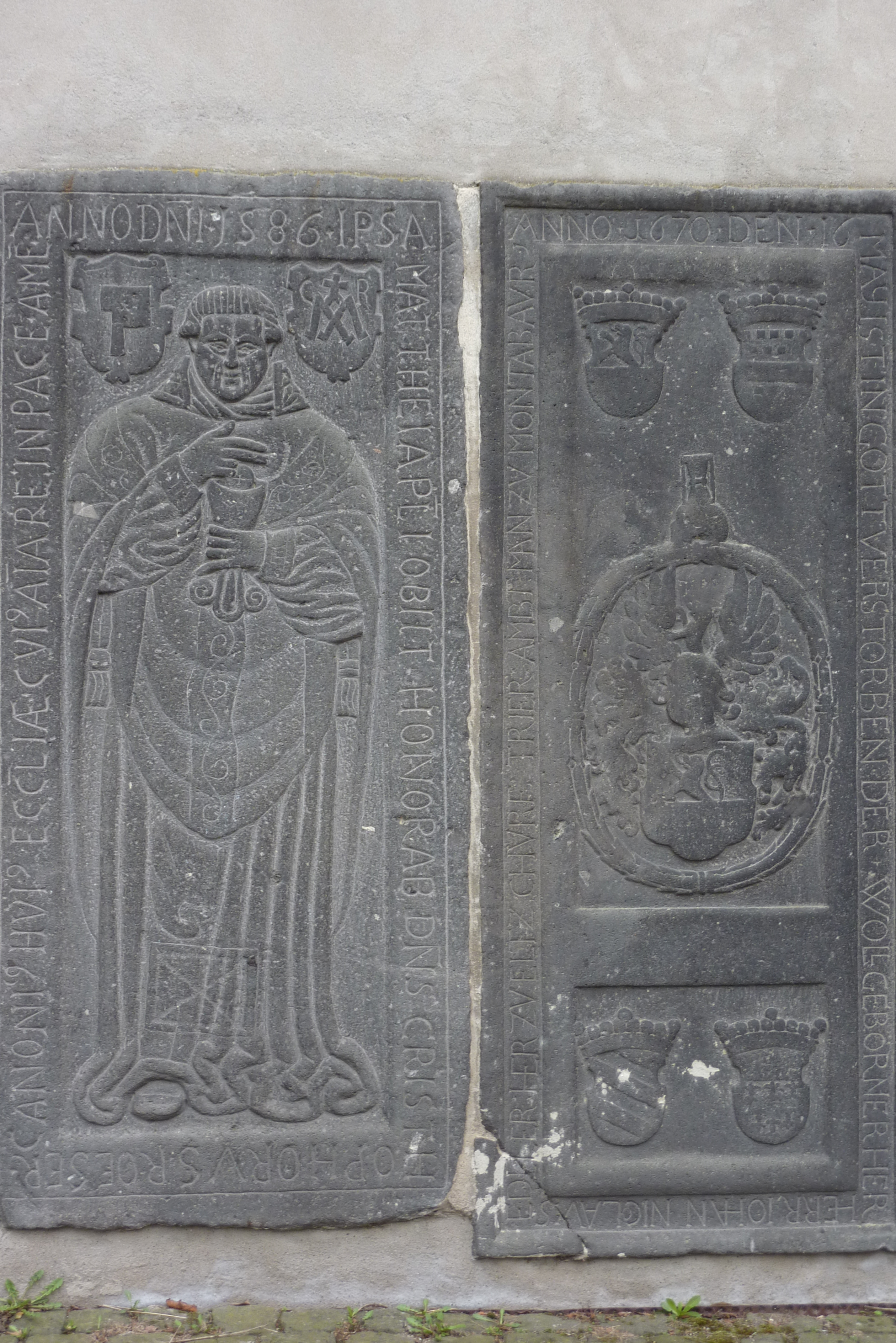
Grafplaten
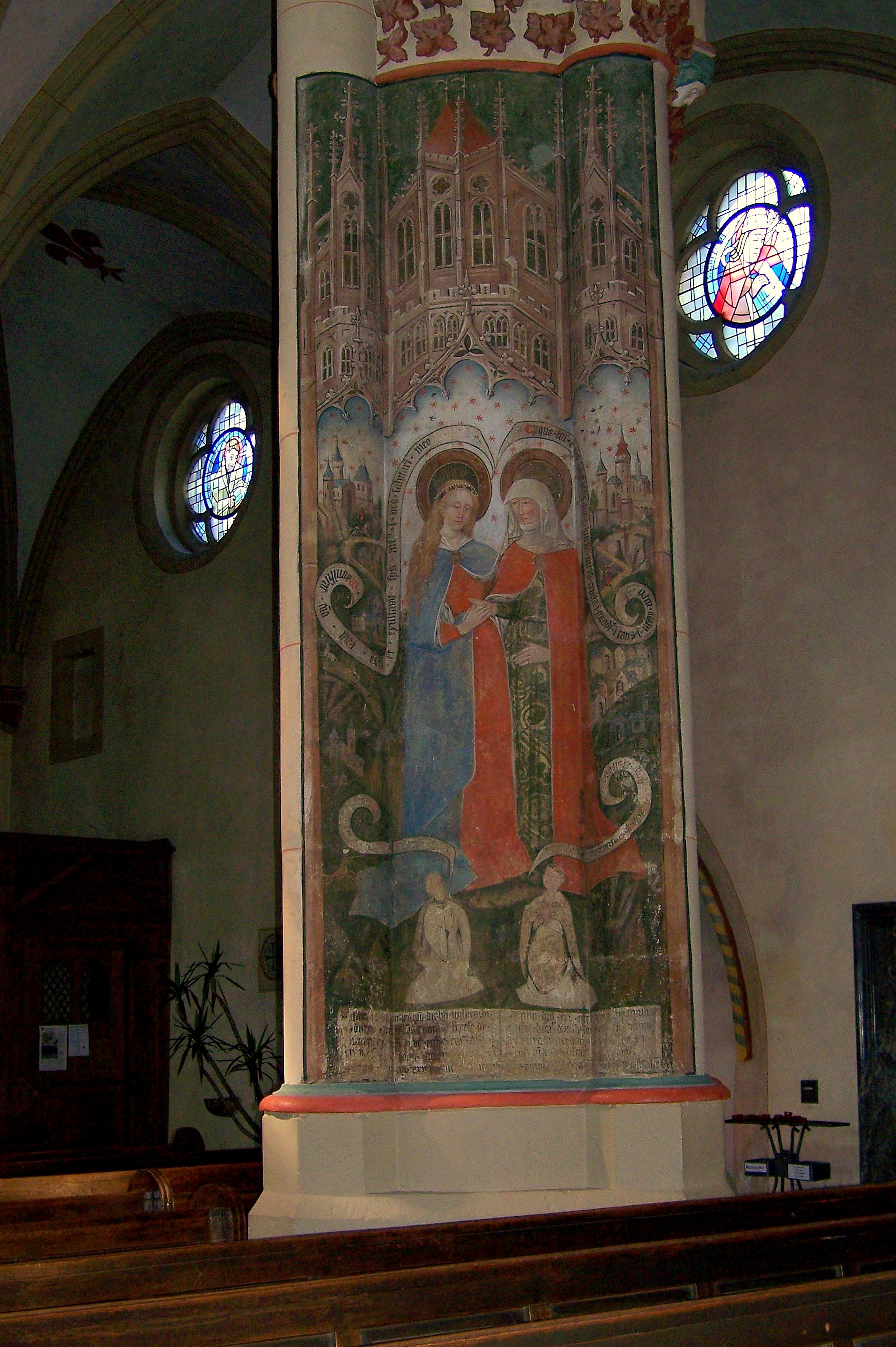
Muurschildering